# Ramiro Amarelle
Ramiro Figueiras Amarelle (Puenteceso, La Coruña, España, 17 de diciembre de 1977) conocido como Amarelle, es un exfutbolista, exjugador de fútbol playa y entrenador español. Su última labor en los banquillos fue como ayudante de Quique Setién en el Villarreal C. F. de la Primera División de España.

## Trayectoria
Antes de comenzar a jugar a fútbol playa jugó en las categorías inferiores del Deportivo de La Coruña, equipo con el cual ganó la Copa de la categoría juvenil en 1996. Está considerado uno de los mejores jugadores del mundo de todos los tiempos en esta especialidad.
Tras dejar la práctica activa se ha dedicado a entrenar equipos de fútbol playa. En octubre de 2022 inició su andadura en el fútbol once de élite como ayudante de Quique Setién en el Villarreal C. F.

## Palmarés

### Fútbol
- Deportivo de La Coruña
  - Copa de Campeones Juvenil: 1995-96

### Fútbol Playa

#### Clubes
- Milano Beach Soccer
  - Scudetto: 2006, 2007
  - Coppa Italia: 2006, 2007
- FC Barcelona
  - Mundialito de Clubes: 2015

#### Individual
- FIFA Beach Soccer World Cup MVP: 2003, 2008
- FIFA Beach Soccer World Cup Bota de Plata: 2008
- Euro Beach Soccer League MVP: 1998, 2000, 2001, 2003
- Euro Beach Soccer League Máximo goleador: 1998, 2007
- Euro Beach Soccer League Rookie del Año: 1998
- Euro Beach Soccer League en Noruega (Stavanger) Mejor jugador: 2004
- Euro Beach Soccer League en Italia (Scoglitti) Mejor jugador: 2004
- Euro Beach Soccer League en Portugal (Portimão) Máximo goleador: 2004
- Euro Beach Soccer League en Italia (San Benedetto del Tronto) Máximo goleador: 2007
- Mundialito MVP: 2001
- Copa do Descobrimento MVP: 2001
- World League Top Scorer: 2001
- Capocannoniere Serie A: 2006
- Capocannoniere Coppa Italia: 2007
- Miembro del equipo Euro All-Star elegido para jugar contra Brasil en Tarragona 2007 (España)